# كريستيان رودريغيز (لاعب كرة قدم)
كريستيان رودريغيز (بالإنجليزية: Christian Rodriguez)‏ (12 سبتمبر 1995 في الولايات المتحدة - ) هو لاعب كرة قدم أمريكي في مركز الوسط.